# Фридман, Джош (журналист)
Джош Фридман (англ. Josh Friedman, род. 11 августа 1942 года) — американский журналист, удостоенный в 1985 году Пулитцеровской премии за совместное с репортёром Деннисом Беллом и фотографом Озером Мухаммедом освещение голода в Эфиопии.

## Биография
Джош Фридман вырос в Рузвельте в штате Нью-Джерси, где к 1964 году получил степень бакалавра истории в Ратгерском университете. Окончив обучение, он провёл два года волонтёром Корпуса мира в Коста-Рике. К 1968-му благодаря гранту Межамериканской ассоциации прессы Фридман окончил магистратуру при Школе журналистики Колумбийского университета. Позднее он продолжил обучение в аспирантуре Чикагского университета, пока не получил позицию редактора в нью-йоркском издании Soho News. Вскоре репортёр присоединился к штату Philadelphia Inquirer в качестве журналиста отдела расследований.
К 1982 году Фридман перешёл в редакцию Newsday, для которого освещал и местную, и международные повестки. В частности, он вёл политические репортажи из округа Нассо, Нью-Йорка и Олбани. Во время своих заграничных командировок он посещал Кубу, чтобы осветить вторжение США на Гренаду, и Бейрут, откуда представил отчёт об отставке правительства Ливана в 1984-м. В том же году он вместе с репортёром Деннисом Беллом и фотографом Озером Мухаммедом отправился освещать положение голодающих в Африке. Их международный репортаж был удостоен Пулитцеровской премии 1985 года «за наиболее широкое, содержательное освещение предмета». В последующие годы своей карьеры журналист выступал председателем Комитета по защите журналистов. В 2012 году Европейский центр журналистики, Министерство иностранных дел Германии и Грузинский институт общественно-политических коммуникаций учредили ежегодную премию в сфере журналистики, посвящённую заслугам Джоша Фридмана.
До 2014 года Фридман занимал пост директора международных программ в Высшей школе журналистики Колумбийского университета. Также он посещал с лекциями страны Азии, Латинской Америки, Африки и Европы. Когда в 2018 году журналист переехал в нью-йоркский город Ренсселервиль, он продолжил писать для азиатских англоговорящих СМИ. Год спустя он возглавил совет программы поддержки авторов документальной литературы Logan Nonfiction. К тому моменту Фридман входил в консультативный совет аналитического центра Dart и являлся заместителем председателя в некоммерческой организации «Институт добрых дел Кэри».